# Jixiangornis
Jixiangornis is een geslacht van uitgestorven vogels uit het Vroeg-Krijt van het huidige China. De enige benoemde soort is Jixiangornis orientalis.

## Naamgeving en vondst
De typesoort Jixiangornis orientalis is in 2002 benoemd en beschreven door Ji Qiang, Ji Shuan, Zhang Hongbin, You Hailu, Zhang Jianping, Wang Lixia, Yuan Chongxi en Ji Xinxin. De geslachtsnaam verbindt het Chinees jixiang, 'gunstig voorteken', met het Klassiek Griekse ornis, 'vogel'. De soortaanduiding betekent 'oostelijk' in het Latijn. Jixianornis moet niet verward worden met zijn tijdgenoot Yixianornis, een veel meer afgeleide vorm.
Het holotype CDPC-02-04-001 is in de provincie Liaoning bij Beipiao gevonden in de Jianshangoulagen van de onderste Yixianformatie die dateren uit het vroege Aptien, ongeveer 125 miljoen jaar oud. Het bestaat uit een vrijwel compleet skelet. Verschillende latere vondsten zijn aan de soort toegewezen.
Volgens een stelling van Zhou Zong-He zou Jiziangornis een jonger synoniem zijn van Jeholornis maar die stamt uit de jongere Jiufotangformatie wat een identiteit op soortniveau vrijwel uitsluit. De vergelijking is echter moeilijk daar beide vormen slechts voorlopig beschreven zijn. In 2012 concludeerde een studie van Wang Xia naar aanleiding van de vondst van een nieuw specimen, YFGP-yb2, ook tot een synonymie, echter opnieuw zonder de dateringsproblemen op te lossen; de resultaten van deze studie zijn daarbij sterk bekritiseerd door Michael Mortimer wegens het ontbreken van een systematische vergelijking van alle eigenschappen.

## Beschrijving
Het holotype heeft een lengte van ongeveer 75 centimeter. De kop, 80,7 millimeter lang, heeft een duidelijk snavel. De praemaxilla is tandeloos evenals de onderkaak. De achterste takken van de mandibula staan wijd uiteen. De nek is kort. De lange staart telt zevenentwintig wervels.
De arm heeft 131 procent van de lengte van de vrij korte achterpoot. Het opperarmbeen is 112 millimeter lang, het dijbeen 79 millimeter. De onderarm is relatief lang met een stevige ellepijp van 107,1 millimeter, de hand is tamelijk kort; het derde middenhandsbeen is het langste met 47,2 millimeter. Het vorkbeen is U-vormig. Het borstbeen is groot een heeft een lage kiel. De voet draagt een naar achteren gerichte eerste teen.

## Fylogenie
Ji plaatste Jixiangornis in een nieuwe klade Euavialae waarvan het het meest basale bekende lid zou zijn en een groep zou vormen samen met meer afgeleide vogels met uitsluiting van Shenzhouraptor en Archaeopteryx. Latere analyses wijzen of op een nauwe verwantschap met Dalianraptor of met een als basale vogel uitvallende Rahonavis. De relatie met de veel later levende Yandangornis is nog onduidelijk.